# Pietro Barbolano
Pietro Barbolano (más néven Pietro Centranigo, Eraclea, … – Bizánc, 1032 után) a huszonnyolcadik velencei dózse.

## Élete, hivatala
A hajdani Heracleia városából származó gazdag és nemes család sarját Orseolo Ottó elűzése után választották meg a város dózséjává. Ebben igen nagy szerepe volt a lázadást vezető Domenico Flabanciónak is. Mindenesetre Pietro olyan családból származott, amely még nem uralkodott a kereskedővároson, ezért a környező nagyhatalmak szemében tiszta lappal indult. A velenceiek gyakran próbálták úgy megoldani nemzetközi konfliktusaikat, hogy a köztársaság fejét elűzték trónjáról. Ez a módszer sokszor bevált, és 1026 környékén még úgy tűnt, hogy ezúttal is sikeres lesz a velenceiek szokatlan politikája.
A város katonai és politikai egyensúlya helyrebillent, de ami ennél sokkal fontosabb, a gazdasági hatalom is lassan a régi nagyságában tündökölt. Azonban hamarosan olyan fellegek gyűltek össze a dózse feje felett, amelyek ellehetetlenítették a sikeres külpolitikát, és hamarosan szembeállították Velencét mindhárom környező nagyhatalommal. II. Konrád német-római császár rábeszélte XIX. János pápát, hogy hívjon össze egy zsinatot, amelyen a püspökök kara végleg eldöntheti Itália utolsó patriarchátusának, a gradóinak a sorsát. Az aquileiai érsek hatalmát a gradói egyházmegyére is ki akarták terjeszteni, hogy ezzel is csökkentsék a félszigeten a Bizánci Birodalom befolyását. Velencének ez nem állt érdekében, ezért hamar szembekerült Rómával és a német udvarral. Pietro hiába kereste fel III. Romanosz császárt Konstantinápolyban, az nem akart harcba bonyolódni a nyugati hatalmakkal. Sőt mi több, a bizánci császár feltüzelte Magyarországot, hogy érvényesítse Velence trónján az Orseolo Péter által az Árpád-házra szállt jogot, és szerezze meg a velencei trónt.
Azonban minden próbálkozást és cselszövést megelőzött a jól bevált velencei válságkezelés, és 1032-ben a kereskedőváros népe leborotválta Pietro szakállát és haját, aztán száműzte őt Konstantinápolyba.